# モーリーの定理

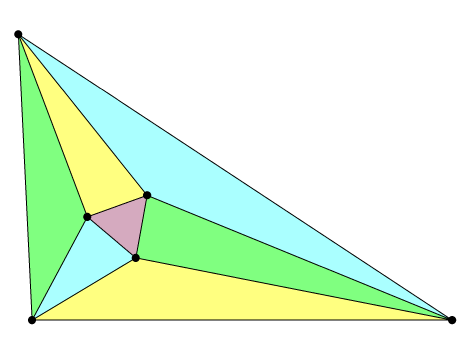
モーリーの定理

モーリーの定理（モーリーのていり、英: Morley's trisector theorem）とは、初等幾何学における三角形についての定理である。1899年にアメリカの数学者フランク・モーリーによって証明された。

## 概要
任意の三角形においてそれぞれの内角の三等分線を引く。各辺に近い線同士の交点を P, Q, R とすると、三角形PQR は正三角形になる。この正三角形を(第一)モーリーの三角形という。
内角の三等分線の他に外角の三等分線などでも同様に正三角形を作ることができる。この正三角形を第二モーリーの三角形という。また対角の方向に(内角+4π)/3だけ回転した線分でも正三角形を作ることができ、これを第三モーリーの三角形という。

## 証明

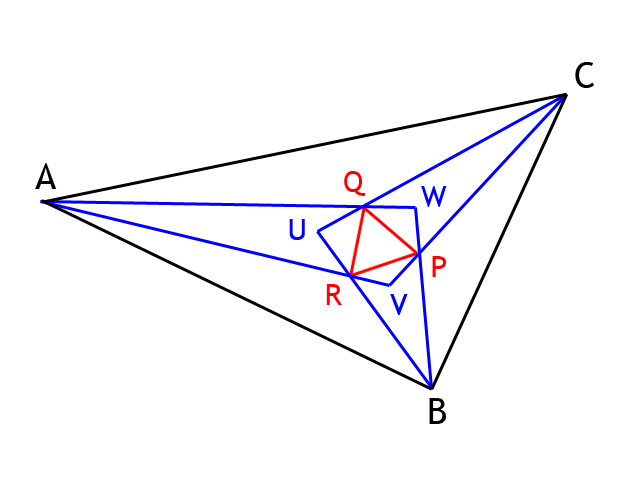

モーリーの定理にはいくつかの証明があるが、その多くが簡単ではない。多くの証明法が、最初に正三角形を定義し、その正三角形の頂点が三等分線の交点上にあることを示すものである。

### 証明の例
ここでは、三角関数を利用した証明を挙げる。
a, b, c を以下のように定義する。
- {\displaystyle \angle {\text{BAC}}=3a^{\circ }}
- {\displaystyle \angle {\text{ABC}}=3b^{\circ }}
- {\displaystyle \angle {\text{ACB}}=3c^{\circ }}

{\displaystyle \angle {\text{BAC}}+\angle {\text{ABC}}+\angle {\text{ACB}}=180^{\circ }}
なので
{\displaystyle a^{\circ }+b^{\circ }+c^{\circ }=60^{\circ }}
計算を簡単にするために外接円の半径を 1 とすると、3辺の長さは
- {\displaystyle {\text{AB}}=2\sin 3c^{\circ }}
- {\displaystyle {\text{BC}}=2\sin 3a^{\circ }}
- {\displaystyle {\text{CA}}=2\sin 3b^{\circ }}

となる。
△BPC に正弦定理を適用すると、
{\displaystyle {\frac {\text{BP}}{\sin c^{\circ }}}={\frac {\text{BC}}{\sin(180^{\circ }-b^{\circ }-c^{\circ })}}={\frac {2\sin 3a^{\circ }}{\sin(b^{\circ }+c^{\circ })}}={\frac {2\sin 3a^{\circ }}{\sin(60^{\circ }-a^{\circ })}}}
{\displaystyle {\text{BP}}={\frac {2\sin 3a^{\circ }\sin c^{\circ }}{\sin(60^{\circ }-a^{\circ })}}}
sin 3a° を以下のように変形する。
{\displaystyle {\begin{aligned}\sin 3a^{\circ }&=3\sin a^{\circ }-4\sin ^{3}a^{\circ }\\&=4\sin a^{\circ }\left\{\left({\frac {\sqrt {3}}{2}}\right)^{2}-\sin ^{2}a^{\circ }\right\}\\&=4\sin a^{\circ }(\sin ^{2}60^{\circ }-\sin ^{2}a^{\circ })\\&=4\sin a^{\circ }(\sin 60^{\circ }+\sin a^{\circ })(\sin 60^{\circ }-\sin a^{\circ })\\&=4\sin a^{\circ }\times 2\sin {\frac {60^{\circ }+a^{\circ }}{2}}\cos {\frac {60^{\circ }-a^{\circ }}{2}}\times 2\sin {\frac {60^{\circ }-a^{\circ }}{2}}\cos {\frac {60^{\circ }+a^{\circ }}{2}}\\&=4\sin a^{\circ }\sin(60^{\circ }+a^{\circ })\sin(60^{\circ }-a^{\circ })\end{aligned}}}
この式を上の BP の式に代入すると
{\displaystyle {\text{BP}}=8\sin a^{\circ }\sin c^{\circ }\sin(60^{\circ }+a^{\circ })}
となる。同様に、
{\displaystyle {\text{BR}}=8\sin a^{\circ }\sin c^{\circ }\sin(60^{\circ }+c^{\circ })}
△BPR に余弦定理を適用すると
{\displaystyle {\text{PR}}^{2}={\text{BP}}^{2}+{\text{BR}}^{2}-2{\text{BP}}\times {\text{BR}}\cos b^{\circ }}
この式に上で得た BP, BR の値を代入すると
{\displaystyle {\text{PR}}^{2}=64\sin ^{2}a^{\circ }\sin ^{2}c^{\circ }\{\sin ^{2}(60^{\circ }+a^{\circ })+\sin ^{2}(60^{\circ }+c^{\circ })-2\sin(60^{\circ }+a^{\circ })\sin(60^{\circ }+c^{\circ })\cos b^{\circ }\}}
ここで (60°+ a°) + (60°+ c°) + b°= 120°+ (a°+ b°+ c°) = 180°である。内角が 60°+ a°, 60°+ c°, b°の三角形に正弦定理と余弦定理を適用すると、
{\displaystyle \sin ^{2}b^{\circ }=\sin ^{2}(60^{\circ }+a^{\circ })+\sin ^{2}(60^{\circ }+c^{\circ })-2\sin(60^{\circ }+a^{\circ })\sin(60^{\circ }+c^{\circ })\cos b^{\circ }}
{\displaystyle \therefore {\text{PR}}=8\sin a^{\circ }\sin b^{\circ }\sin c^{\circ }}
同様に
{\displaystyle {\text{PQ}}=8\sin b^{\circ }\sin a^{\circ }\sin c^{\circ }}
{\displaystyle {\text{QR}}=8\sin a^{\circ }\sin c^{\circ }\sin b^{\circ }}
これより
{\displaystyle {\text{PR}}={\text{PQ}}={\text{QR}}}
となり、3辺が等しいことが示された。